# DeepStar Six
DeepStar Six  (estreanda a Filipines com Alien from the Deep) és una pel·lícula de ciència-ficció de terror sobre les lluites de la tripulació d'un lloc avançat militar submarí per defensar la seva base contra els atacs d'un monstre marí (possiblement un euriptèrid gegant). Es va estrenar el gener de 1989. Els principals actors i actors secundaris de la pel·lícula incloïen Greg Evigan, Taurean Blacque, Nancy Everhard, Cindy Pickett, Miguel Ferrer, Nia Peeples i Matt McCoy.

## Trama
DeepStar Six és una instal·lació experimental d'aigües profundes de la US Naval, tripulada per una barreja d'11 militars i civils, ara a la darrera setmana de la seva gira. El projecte està dirigit per John Van Gelder, per provar mètodes de colonització submarina, alhora que supervisa la instal·lació d'una nova plataforma d'emmagatzematge de míssils nuclears. Ja s'acosta a la seva data límit, els plans de Van Gelder es veuen amenaçats quan el geòleg Burciaga descobreix un enorme sistema de cavernes sota el jaciment. Van Gelder ordena l'ús de càrregues de profunditat per col·lapsar la caverna, per a consternació del doctor Scarpelli, que vol estudiar l'ecosistema potencialment primordial a l'interior.
La detonació consegüent col·lapsa part del fons marí, formant una fissura massiva al fons oceànic. Els pilots de submarins Osborne i Hodges envien una sonda no tripulada per explorar, però perden el contacte i s'aventuren després d'ella. En trobar la sonda, detecten un gran contacte de sonar moments abans de ser atacats i assassinats per una entitat invisible. Llavors, l'agressor ataca la càpsula d'observació, deixant a Joyce Collins i un Burciaga moribund atrapats dins mentre es tambalea a la vora del barranc. El capità Laidlaw i el pilot de submarí McBride, que també és l'amant de Collins, intenten un rescat. S'acoblen amb la beina i rescaten Collins, però la porta de l'escotilla inestable es tanca a Laidlaw. Ferit de mort, inunda el compartiment, obligant a McBride i Collins a tornar al seu vaixell i marxar sense ell.
La tripulació restant es prepara ara per abandonar la base, però primer s'ha d'assegurar la plataforma de míssils. Sense Laidlaw, el tècnic de les instal·lacions Snyder es veu obligat a interpretar el protocol desconegut. Quan l'ordinador li demana que expliqui el motiu, Snyder informa d'"agressió" (a causa de la criatura). L'ordinador arriba a la conclusió que una força militar enemiga està atacant i aconsella als humans que detonin les ogives dels míssils. Snyder compleix i l'explosió nuclear resultant crea una ona de xoc que danya el DeepStar Six i el sistema de refrigeració del reactor nuclear de la base. Amb el suport vital fallit, comencen les reparacions per restablir l'energia i la pressió per al procediment de descompressió.
L'enginyer Jim Richardson s'aventura a l'exterior amb un vestit JIM per fer reparacions, però la criatura ve després d'ell, fent que Scarpelli conclogui que se sent atreta per la llum. La tripulació recupera el seu vestit i el treu per l'esclusa, però la criatura s'entra i el divideix en dos. L'equip es retira mentre la criatura consumeix la Scarpelli, presa de pànic. Armant-se amb escopetes i arpons amb cartutxos explosius, s'aventuren de nou per acabar les reparacions. Tenen èxit, però la criatura ataca i Van Gelder mor quan accidentalment retrocedeix a l'arpó de Snyder. Fugen al laboratori mèdic. Ja molt estressat, Snyder ràpidament comença a desfer-se amb culpa i por. Després d'una al·lucinació de Van Gelder, Snyder salta a la càpsula d'escapament i es llança. Tanmateix, com que no ha patit descompressió, els canvis de pressió a partir de l'ascens fa que rebenti.
McBride neda a través de la base inundada fins al minisub, per utilitzar-lo com a mitjà d'escapament. Mentre no està, la criatura irromp al laboratori de medicina i Diane Norris l'ataca amb un desfibril·lador sobrecarregat. Norris s'electrocuta a ella mateixa i a la criatura mentre l'ataca, permetent a Collins i McBride escapar, fugint abans que el reactor es torni crític. El submarin trenca la superfície, on despleguen una bassa, només perquè la criatura emergeixi. McBride descarrega el combustible del minisub, després dispara una bengala, matant la criatura mentre el submarin explota. McBride aviat ressorgeix i s'uneix a Collins, mentre esperen que arribi un equip de rescat de la Marina.

## Repartiment
- Taurean Blacque com el capità Phillip Laidlaw, comandant de l'estació
- Nancy Everhard com Joyce Collins
- Cindy Pickett com a doctora Diane Norris, metgessa
- Miguel Ferrer com a Snyder, mecànic
- Greg Evigan com a McBride, pilot de submarí
- Matt McCoy com a Jim Richardson, copilot del submarí
- Nia Peeples com a Dr. Scarpelli, biòloga marina
- Marius Weyers com el Dr. John Van Gelder
- Elya Baskin com a Dr. Burciaga, geòloga
- Thom Bray com Johnny Hodges, pilot de submarí
- Ronn Carroll com a Osborne, copilot del submarí

## Producció
El productor Cunningham va desenvolupar la idea el 1987, amb el propòsit exprés de ser el primer llançament de la llista de properes pel·lícules d'acció i ciència-ficció submarines. Originalment, Robert Harmon anava a dirigir la pel·lícula. Tanmateix, quan va marxar, Cunningham va intervenir per dirigir la pel·lícula amb un pressupost de 8.000.000 de dòlars.
La criatura va ser dissenyada inicialment per Chris Walas, qui després va lliurar els seus dissenys de producció al cap d'FX Mark Shostrom. Shostrom va fer petites alteracions i va canviar l'esquema de colors de la criatura. Les escenes submarines es van rodar a Malta, a The Rinella Tank a Fort Ricasoli.

## Llançament
La pel·lícula va ser estrenada per TriStar Pictures als Estats Units el 13 de gener de 1989. Es va estrenar en 1.117 pantalles i va debutar en vuitè lloc amb un total de cap de setmana de 3.306.320 dòlars. El seu total final de taquilla va ser de 8.143.225 $. A les Filipines, la pel·lícula fou estrenada com Alien from the Deep per Solar Films el 27 d’abril de 1989.
DeepStar Six va ser el primer llançament de diversos llargmetratges de temàtica submarina estrenats entre 1989 i 1990, incloent Leviathan, Lords of the Deep , The Evil Below, The Abyss i La grieta (Endless Descent). Amb l'excepció de The Abyss, cap d'aquestes pel·lícules va ser èxits de taquilla.

## Recepció
Pel desembre de 2022, al lloc web de l'agregador de ressenyes Rotten Tomatoes, la pel·lícula va tenir una valoració del 15%, basada en 13 ressenyes, amb una valoració mitjana de 4,2/10.
Variety va dir que la pel·lícula es va "diluir per la inversemblança" perquè l'aparença del monstre era poc realista en lloc d'amenaça, també va criticar la manca de personatges centralitzats.
Time Out va criticar la predictibilitat i el diàleg de la pel·lícula, afirmant que l'únic aspecte inventiu de la pel·lícula era el disseny del monstre. Resumint: "Cunningham fa simi amb Ridley Scott i James Cameron amb prou competència, i hi ha moments de por, però no té la 'visió'. Això simplement torna a repetir les trampes falses d'innombrables programes de televisió, per anar sense cap a on hem estat abans".
Janet Maslin de The New York Times va criticar la previsibilitat, la manca de suspens i de diàleg de la pel·lícula.